# Sathytes
Sathytes is een geslacht van kevers uit de familie van de kortschildkevers (Staphylinidae). De wetenschappelijke naam van het geslacht werd voor het eerst geldig gepubliceerd in 1870 door Westwood.

## Soorten
- Sathytes alpicola Yin & Shen, 2020[2]
- Sathytes appendiculatus Löbl, 1979[3]
- Sathytes australis Yin & Shen, 2020[2]
- Sathytes borneoensis Shen & Yin, 2019[4]
- Sathytes chayuensis Yin & Shen, 2020[2]
- Sathytes chengzhifeii Yin & Shen, 2020[2]
- Sathytes clavalis (Jeannel, 1957)
  - =[3] Batoxylina clavalis Jeannel, 1957[5]
- Sathytes clavatus Löbl, 1979[3]
- Sathytes communis Shen & Yin, 2020[6]
- Sathytes cristatus Yin & Li, 2012[7]
- Sathytes excavatus Löbl, 1979[3]
- Sathytes excertus Yin & Li, 2012[7]
- Sathytes fenghuang Shen & Yin, 2020[6]
- Sathytes franzi Löbl, 1979[3]
- Sathytes fuliginosus (Jeannel, 1960)
  - = [3]Batoxyla fuliginosa Jeannel, 1960[8]
- Sathytes grandis Löbl, 1979[3]
- Sathytes hamulifer Löbl, 1979[3]
- Sathytes huapingensis Yin & Shen, 2020[2]
- Sathytes imitator Löbl, 1979[3]
- Sathytes jinggang Shen & Yin, 2020[6]
- Sathytes larifuga Shen & Yin, 2019[4]
- Sathytes larinus Yin & Li, 2012[7]
- Sathytes linzhiensis Yin & Shen, 2020[2]
- Sathytes liuyei Shen & Yin, 2019[4]
- Sathytes longitrabis Yin & Li, 2012[7]
- Sathytes longwangshanus Yin & Li, 2012[7]
- Sathytes magnus Yin & Li, 2012[7]
- Sathytes maoershanus Yin & Shen, 2020[2]
- Sathytes minutus Löbl, 1979[3]
- Sathytes montanus Löbl, 1979[3]
- Sathytes nujiangensis Yin & Shen, 2020[2]
- Sathytes obliquus Shen & Yin, 2020[6]
- Sathytes oculatus Löbl, 1979[3]
- Sathytes paulus Yin & Li, 2012[7]
- Sathytes panzhaohuii Yin & Shen, 2020[2]
- Sathytes perpusillus Yin & Li, 2012[7]
- Sathytes punctiger Westwood, 1870
- Sathytes rarus Yin & Li, 2012[7]
- Sathytes reductus Löbl, 1979[3]
- Sathytes rufus Raffray, 1894[9]
  - = Sathhytes gracilis Raffray, 1904[10]
- Sathytes shennong Yin & Shen, 2020[2]
- Sathytes shihongliangi Shen & Yin, 2019[4]
- Sathytes sichuanicus Yin & Li, 2012[7]
- Sathytes similis Shen & Yin, 2020[6]
- Sathytes simplex Löbl, 1979[3]
- Sathytes tangliangi Yin & Li, 2012[7]
- Sathytes tianquanus Yin & Shen, 2020[2]
- Sathytes tibialis Yin & Li, 2012[7]
- Sathytes transversus Yin & Shen, 2020[2]
- Sathytes usitatus Yin & Li, 2012[7]
- Sathytes vafelus Löbl, 1979[3]
- Sathytes valentulus Yin & Shen, 2020[2]
- Sathytes vespertinus Raffray, 1890[11]
- Sathytes wuyishanus Yin & Li, 2012[7]
- Sathytes xingdoumontis Yin & Shen, 2020[2]
- Sathytes xizangensis Yin & Shen, 2020[2]
- Sathytes yunnanicus Yin & Li, 2012[7]